# Babakina
Babakina (лат.) — род брюхоногих моллюсков, единственный из состава семейства Babakinidae отряда голожаберных. Известно 4 морских прибрежных вида.

## Этимология
Название рода Babaina (Babakina) дано в честь японского малаколога Кикутаро Баба (Kikutaro Baba; 1905—2001), специалиста по заднежаберным моллюскам, которых он изучал более 40 лет.

## Описание
Голожаберные брюхоногие моллюски длиной 1—3 см. Плевропроктические Aeolidina, у которых цераты расположены многочисленными рядами по обеим сторонам тела, а не отдельными группами. Носовой край хорошо развит. Ножные углы щупальцевидные. Радула односторонняя с треугольным рахидиальным зубом. Рахидиальный зуб с боковыми зубчиками по обе стороны от центрального зубчика. Ринофоры имеют общее основание. Жевательный край челюстей с 3—4 рядами зубцов. Репродуктивная система с диаулическим расположением. Пенис невооружённый, без пениальных желёз. Простата однородная, с проксимальным семяприёмником и дистальной копулятивной бурсой.

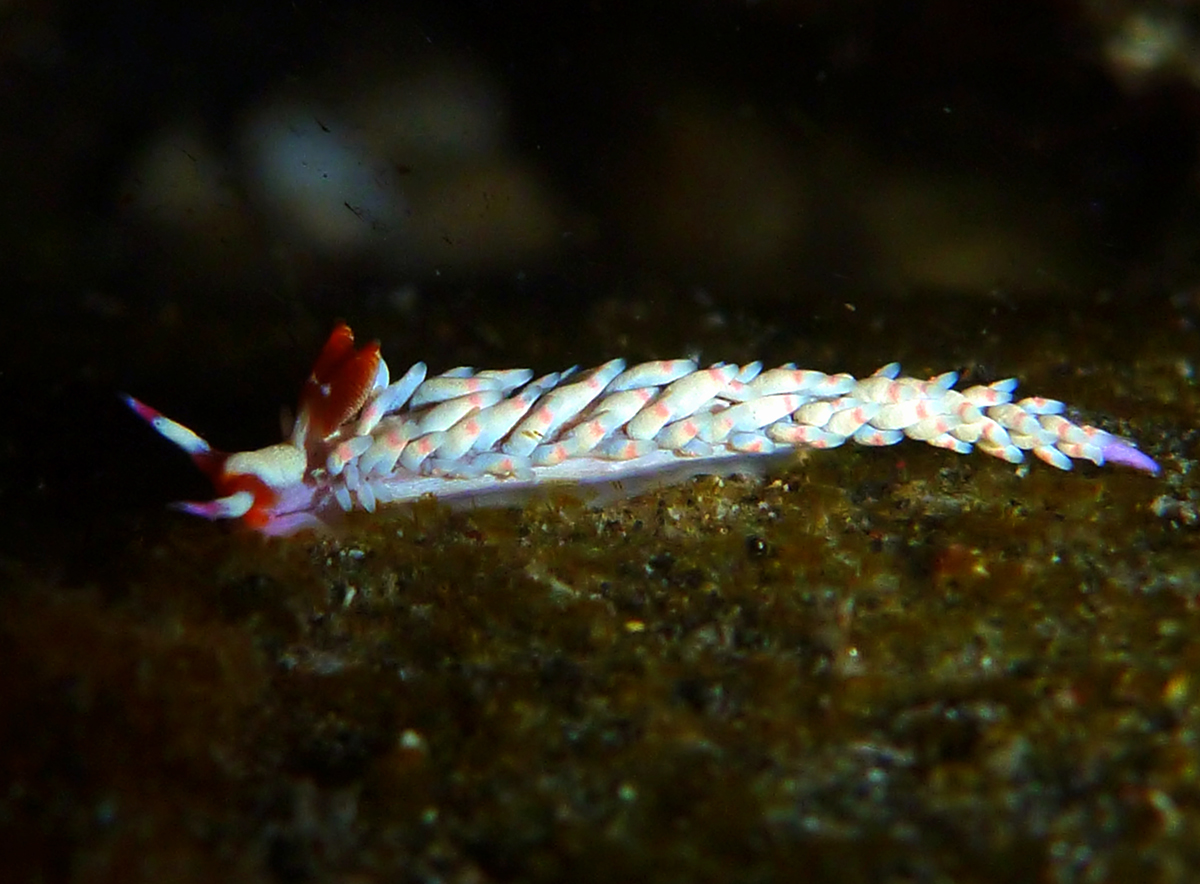
Babakina indopacifica
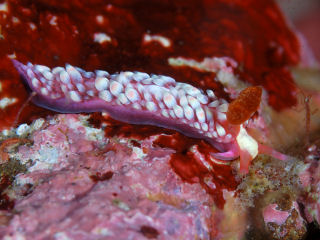
Babakina festiva

## Систематика

### Таксономия
Род был впервые описан в 1972 году малакологом Ричардом А. Роллером (Richard A. Roller; 1930—1998) под названием Babaina Roller, 1972.
Первоначальное имя Babaina спустя год было заменено, так как оказалось преоккупировано омономичным именем другого моллюска Babaina Odhner, 1968 (это синоним рода Thorunna Bergh, 1878 из семейства Chromodorididae). Соответственно и первоначальное название семейства Babainidae Roller, 1972 было изменено с на Babakinidae Roller, 1973.

### Филогения
Babakina имеет некоторые общие черты с Facelinidae и Aeolidiidae (унисериатная радула и равномерный диаметр простаты), но у них отсутствуют две синапомофии клады Facelinidae/Aeolidiidae (отсутствие нотального ободка и клиопроктического ануса).
Систематическое положение Babakina было предметом споров. Семейство Babakinidae было принято рядом авторов (Roller, 1973; Behrens, 1991; Rolán et al., 1991; Baba, 2000; Gosliner et al, 2007; Gosliner, Behrens & Valdés, 2008).
Некоторые авторы относят этот род к большому семейству Glaucidae (Miller, 1974; Redfern, 2001; Padula & Absalão, 2005), даже к семейству Facelinidae (Coleman, 2001; Valdés & Bouchet, 2005; CLEMAM, 2006) или Favorinidae (Pérez Sánchez & Moreno, 1990). Результаты филогенетического исследования 2007 года показали, что Babakina — сестринская группа к Aeolidiidae плюс Facelinidae.

### Классификация
Известно 4 морских прибрежных вида.
- Babakina anadoni (Ortea, 1979)[7][8]
  - Rioselleolis anadoni Ortea, 1979 (с 1991 в Babakina)[9]
- Babakina caprinsulensis (M. C. Miller, 1974)[10]
  - Babaina caprinsulensis M. C. Miller, 1974
- Babakina festiva (Roller, 1972) typus
  - Babaina festiva Roller, 1972[2][11]
- Babakina indopacifica Gosliner, Gonzalez-Duarte & Cervera, 2007[4]

## Распространение
Представители рода Babakina обитают в тёплых водах у побережий Атлантического, Индийского и Тихого океанов.